# Allison Forsyth
Pour les articles homonymes, voir Forsyth.
Allison Forsyth (née le 14 octobre 1978 à Nanaimo, province de la Colombie-Britannique) est une ancienne skieuse alpine canadienne. Longtemps blessée au genou et ne parvenant pas à revenir à son meilleur niveau, elle décide de mettre un terme à sa carrière en 2008.

## Palmarès

### Championnats du monde
- Championnats du monde de 2003 à Saint-Moritz ( Suisse) :
  -  Médaille de bronze en Slalom géant

### Coupe du monde
- Meilleur classement au général : 24e en 2000 et 2001.
- Aucune victoire